# Svarthuvad munia
Svarthuvad munia (Lonchura atricapilla) är en asiatisk tätting i familjen astrilder med tidigare omtvistad systematik. 

## Utseende
Svarthuvad munia är en 11-12 cm lång fågel. Den adulta fågeln har en kort blekgrå-blå näbb, svat huvud och brun kropp, med en tegelröd fläck på nedre delen av ryggen. Vissa underarter har också svart buk. Könen är lika, men ungfågeln har enfärgat blekbrun ovansida, vit till beigevit undersida och saknar det svarta på huvudet.

## Systematik och utbredning
Nyligen delades artkomplexet L. malacca upp i de tre arterna trefärgad munia (Lonchura malacca), valnötsmunia (Lonchura ferruginosa) och svarthuvad munia (Lonchura atricapilla). Det två första taxonen malacca och ferruginosa lever mycket nära varandra med en utbredningslucka på bara 250 km i Madhya Pradesh och Odisha och uppvisar ingen överlappning i utbredningsområde. Mellan atricapilla och malacca finns det tydliga dräktskillnader och även skillnader i gomteckningen hos de nykläckta ungarna. Vissa behandlar dock dem fortfarande som en och samma art.
Svarthuvad munia delas upp i tio underarter:
- atricapilla-gruppen
  - Lonchura atricapilla rubronigra – förekommer i norra Indien (Haryana till norra Bihar) och låglänta områden i Nepal
  - Lonchura atricapilla atricapilla – förekommer från sydöstra Nepal och nordöstra Indien till Myanmar och nordvästra Yunnan
  - Lonchura atricapilla deignani – förekommer från sydvästra Yunnan i sydvästra Kina till Thailand, Laos och Vietnam
  - Lonchura atricapilla sinensis – förekommer på den thailändska halvön, Malaysia, Sumatra, Riauarkipelagen och Linggaöarna.
  - Lonchura atricapilla batakana – förekommer i bergsområden på norra Sumatra
  - Lonchura atricapilla jagori – Filippinerna, Suluöarna, Palawan, Borneo, Sulawesi, Pulau Muna och Buton
  - Lonchura atricapilla obscura – förekommer i regionen Sampit på Kalimantan, Borneo
  - Lonchura atricapilla selimbauensis – förekommer i regionen Pontianak på västra Kalimantan, Borneo
  - Lonchura atricapilla brunneiceps – förekommer i Makassardistriktet på södra Sulawesi
- Lonchura atricapilla formosana – förekommer i Taiwan och norra Filippinerna

De tre underarterna i listan inkluderas ofta i jagori.
Svarthuvad munia är även införd till och har etablerat frilevande populationer i Japan, Palau, Hawaiiöarna, Vanuatu ch sydvästra Ecuador samt på öarna Halmahera och Ambon i Indonesien och Jamaica och Martinique i Västindien.

## Levnadssätt
Svarthuvud munia är en liten, social fågel som mestadels lever av frön och säd. Den frekventerar öppna gräsmarker och jordbruksbygd. Boet är en stor kupol av gräs som placeras i en buske eller högt gräs. Däri lägger den fyra till sju vita ägg.

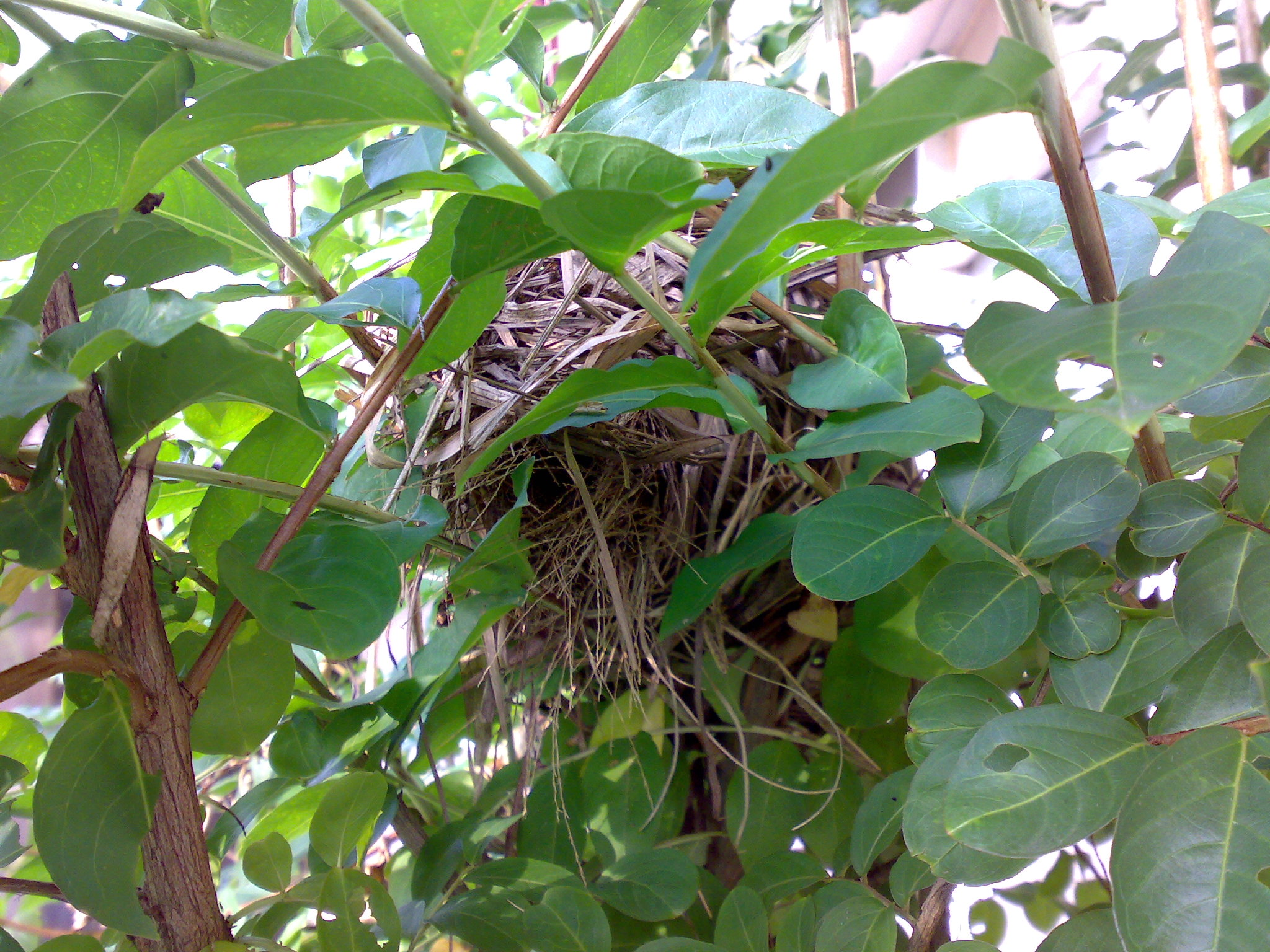
Den svarthuvad munians kupolformade bo med in- och utgång.

## Status och hot
Arten har ett stort utbredningsområde och en stor population med stabil utveckling och tros inte vara utsatt för något substantiellt hot. Utifrån dessa kriterier kategoriserar internationella naturvårdsunionen IUCN arten som livskraftig (LC). Världspopulationen har inte uppskattats men den beskrivs som lokalt vanlig.

## I kulturen
Svarthuvad munia var nationalfågel i Filippinerna fram till 1995, när den hederstiteln istället togs över av apörnen.